# Saison 2020-2021 des Girondins de Bordeaux
Maillots
Chronologie
Saison précédente Saison suivante
La saison 2020-2021 des Girondins de Bordeaux est la soixante-huitième du club en première division du championnat de France, la vingt-neuvième consécutive du club au sommet de la hiérarchie du football français et la sixième saison complète dans son nouveau stade.
Lors de cette saison, le club dispute les compétitions nationales (Ligue 1 et Coupe de France).

## Avant-saison

### Tableau des transferts
| Nom                     | Nationalité | Poste     | Transfert                  | Provenance/Destination     | Division            |
| ----------------------- | ----------- | --------- | -------------------------- | -------------------------- | ------------------- |
| Arrivées                |             |           |                            |                            |                     |
| Loïc Bessilé            | France      | Défenseur | Contrat professionnel      | Girondins de Bordeaux B    | National 3          |
| Yassine Boujouama       | France      | Milieu    | Contrat professionnel      | Girondins de Bordeaux B    | National 3          |
| Logan Delaurier-Chaubet | France      | Milieu    | Contrat professionnel      | Girondins de Bordeaux B    | National 3          |
| Emeric Depussay         | France      | Milieu    | Contrat professionnel      | Girondins de Bordeaux B    | National 3          |
| Johab Pascal            | Haïti       | Milieu    | Contrat professionnel      | Girondins de Bordeaux B    | National 3          |
| Daouda Diallo           | Guinée      | Attaquant | Contrat professionnel      | Girondins de Bordeaux B    | National 3          |
| Sékou Mara              | France      | Attaquant | Contrat professionnel      | Girondins de Bordeaux B    | National 3          |
| Moudja Sie Ouattara     | France      | Attaquant | Contrat professionnel      | Girondins de Bordeaux B    | National 3          |
| Paul Bernardoni         | France      | Gardien   | Retour de prêt             | Nîmes Olympique            | Ligue 1             |
| Over Mandanda           | France      | Gardien   | Retour de prêt             | US Créteil-Lusitanos       | National            |
| Thomas Carrique         | France      | Défenseur | Retour de prêt             | UD Logroñés                | Segunda División B  |
| Alexandre Lauray        | France      | Défenseur | Retour de prêt             | USL Dunkerque              | National            |
| Ibrahim Diarra          | France      | Milieu    | Retour de prêt             | US Créteil-Lusitanos       | National            |
| Yassine Benrahou        | Maroc       | Milieu    | Retour de prêt             | Nîmes Olympique            | Ligue 1             |
| Michaël Nilor           | France      | Attaquant | Retour de prêt             | US Avranches               | National            |
| Alexandre Mendy         | France      | Attaquant | Retour de prêt             | Stade brestois 29          | Ligue 1             |
| Aaron Boupendza         | Gabon       | Attaquant | Retour de prêt             | CD Feirense                | Segunda Liga        |
| Hatem Ben Arfa          | France      | Attaquant | Transfert libre            | -                          | -                   |
| Départs                 |             |           |                            |                            |                     |
| Naoufel Khacef          | Algérie     | Défenseur | Retour de prêt             | NA Hussein Dey             | Ligue 1             |
| Youssef Aït Bennasser   | Maroc       | Milieu    | Retour de prêt             | AS Monaco                  | Ligue 1             |
| Thomas Carrique         | France      | Défenseur | Prêt (sans option d’achat) | CD Calahorra               | Segunda División B  |
| Alexandre Lauray        | France      | Défenseur | Prêt (sans option d’achat) | FC Villefranche Beaujolais | National            |
| Raoul Bellanova         | Italie      | Défenseur | Prêt (avec option d’achat) | Delfino Pescara 1936       | Serie B             |
| Abdel Jalil Medioub     | Algérie     | Défenseur | Prêt (avec option d’achat) | CD Tondela                 | Primeira Liga       |
| Rubén Pardo             | Espagne     | Milieu    | Prêt (avec option d’achat) | Club Deportivo Leganés     | LaLiga 2            |
| Albert Lottin           | France      | Milieu    | Transfert libre            | FC Utrecht                 | Eredivisie          |
| Alexandre Mendy         | France      | Attaquant | Transfert libre            | Stade Malherbe Caen        | Ligue 2             |
| Michaël Nilor           | France      | Attaquant | Transfert libre            | FC Lorient                 | Ligue 1             |
| Aaron Boupendza         | Gabon       | Attaquant | Transfert libre            | Hatayspor                  | Spor toto Süper Lig |
| Paul Bernardoni         | France      | Gardien   | Transfert (7,5 M d'€)      | SCO Angers                 | Ligue 1             |
| Yassine Benrahou        | Maroc       | Milieu    | Transfert (1,5 M d'€)      | Nîmes Olympique            | Ligue 1             |
| François Kamano         | Guinée      | Attaquant | Transfert (6 M d'€)        | Lokomotiv Moscou           | Premier-Liga        |

| Nom               | Nationalité   | Poste     | Transfert                  | Provenance/Destination  | Division       |
| ----------------- | ------------- | --------- | -------------------------- | ----------------------- | -------------- |
| Arrivées          |               |           |                            |                         |                |
| Tom Lacoux        | France        | Milieu    | Contrat professionnel      | Girondins de Bordeaux B | National 3     |
| Lenny Pirringuel  | France        | Milieu    | Contrat professionnel      | Girondins de Bordeaux B | National 3     |
| Jean Michaël Seri | Côte d'Ivoire | Milieu    | Prêt (sans option d’achat) | Fulham FC               | Premier League |
| Départs           |               |           |                            |                         |                |
| Over Mandanda     | France        | Gardien   | Prêt (sans option d’achat) | Stade lavallois         | National       |
| Gabriel Lemoine   | Belgique      | Attaquant | Prêt (avec option d’achat) | Lommel SK               | D1B Pro League |
| Josh Maja         | Nigeria       | Attaquant | Prêt (avec option d’achat) | Fulham FC               | Premier League |
| Pablo             | Brésil        | Défenseur | Transfert (2,5 M d'€)      | Lokomotiv Moscou        | Premier-Liga   |

## Effectif

### Effectif professionnel actuel
Le tableau suivant liste uniquement l'effectif professionnel des Girondins pour la saison 2020-2021.

## Compétitions

### Ligue 1
La Ligue 1 2020-2021 est la 83e édition du championnat de France de football et la 19e sous l'appellation « Ligue 1 ». La division oppose vingt clubs en une série de trente-huit rencontres. Les meilleurs de ce championnat se qualifient pour les coupes d'Europe que sont la Ligue des champions (le podium) et la Ligue Europa (le quatrième, cinquième et le vainqueur de la coupe nationale). Les Girondins de Bordeaux participent à cette compétition pour la soixante-huitième fois de son histoire.
| 1re journée                 | Girondins de Bordeaux | 0 - 0   | FC Nantes | Matmut Atlantique, Bordeaux                                         |                                                                     |
| Vendredi 21 août 2020 19:00 | Mehdi Zerkane 20e     | (0 - 0) |           | Spectateurs : 5 000 Diffuseur : Téléfoot Arbitrage : Benoît Bastien | Spectateurs : 5 000 Diffuseur : Téléfoot Arbitrage : Benoît Bastien |
| Vendredi 21 août 2020 19:00 |                       |         |           | Spectateurs : 5 000 Diffuseur : Téléfoot Arbitrage : Benoît Bastien | Spectateurs : 5 000 Diffuseur : Téléfoot Arbitrage : Benoît Bastien |

| 2e journée                  | Angers SCO | 0 - 2   | Girondins de Bordeaux          | Stade Raymond-Kopa, Angers                                        |                                                                   |
| Dimanche 30 août 2020 15:00 |            | (0 - 2) | 25e Josh Maja · 27e Toma Bašić | Spectateurs : 5 000 Diffuseur : Téléfoot 1 Arbitrage : Karim Abed | Spectateurs : 5 000 Diffuseur : Téléfoot 1 Arbitrage : Karim Abed |
| Dimanche 30 août 2020 15:00 |            |         |                                | Spectateurs : 5 000 Diffuseur : Téléfoot 1 Arbitrage : Karim Abed | Spectateurs : 5 000 Diffuseur : Téléfoot 1 Arbitrage : Karim Abed |

| 3e journée                       | Girondins de Bordeaux | 0 - 0   | Olympique Lyonnais | Matmut Atlantique, Bordeaux                                       |                                                                   |
| Vendredi 11 septembre 2020 21:00 |                       | (0 - 0) |                    | Spectateurs : 5 000 Diffuseur : Téléfoot Arbitrage : Ruddy Buquet | Spectateurs : 5 000 Diffuseur : Téléfoot Arbitrage : Ruddy Buquet |
| Vendredi 11 septembre 2020 21:00 |                       |         |                    | Spectateurs : 5 000 Diffuseur : Téléfoot Arbitrage : Ruddy Buquet | Spectateurs : 5 000 Diffuseur : Téléfoot Arbitrage : Ruddy Buquet |

| 4e journée                     | RC Lens                                      | 2 - 1   | Girondins de Bordeaux            | Stade Bollaert-Delelis, Lens                                       |                                                                    |
| Samedi 19 septembre 2020 17:00 | Ignatius Ganago 47e · Gaël Kakuta 59e (pen.) | (0 - 0) | 58ePaul Baysse · 90e Samuel Kalu | Spectateurs : 5 000 Diffuseur : Téléfoot Arbitrage : Benoît Millot | Spectateurs : 5 000 Diffuseur : Téléfoot Arbitrage : Benoît Millot |
| Samedi 19 septembre 2020 17:00 |                                              |         |                                  | Spectateurs : 5 000 Diffuseur : Téléfoot Arbitrage : Benoît Millot | Spectateurs : 5 000 Diffuseur : Téléfoot Arbitrage : Benoît Millot |

| 5e journée                       | Girondins de Bordeaux | 0 - 0   | OGC Nice | Matmut Atlantique, Bordeaux                                                  |                                                                              |
| Dimanche 27 septembre 2020 13:00 |                       | (0 - 0) |          | Spectateurs : Huis-clos Diffuseur : Téléfoot 1 Arbitrage : François Letexier | Spectateurs : Huis-clos Diffuseur : Téléfoot 1 Arbitrage : François Letexier |
| Dimanche 27 septembre 2020 13:00 |                       |         |          | Spectateurs : Huis-clos Diffuseur : Téléfoot 1 Arbitrage : François Letexier | Spectateurs : Huis-clos Diffuseur : Téléfoot 1 Arbitrage : François Letexier |

| 6e journée                    | Girondins de Bordeaux                             | 3 - 0   | Dijon FCO | Matmut Atlantique, Bordeaux                                               |                                                                           |
| Dimanche 4 octobre 2020 15:00 | Rémi Oudin 12e · Samuel Kalu 29e · Toma Bašić 89e | (2 - 0) |           | Spectateurs : Huis-clos Diffuseur : Téléfoot 1 Arbitrage : Antony Gautier | Spectateurs : Huis-clos Diffuseur : Téléfoot 1 Arbitrage : Antony Gautier |
| Dimanche 4 octobre 2020 15:00 |                                                   |         |           | Spectateurs : Huis-clos Diffuseur : Téléfoot 1 Arbitrage : Antony Gautier | Spectateurs : Huis-clos Diffuseur : Téléfoot 1 Arbitrage : Antony Gautier |

| 7e journée                   | Olympique de Marseille                                  | 3 - 1 | Girondins de Bordeaux | Orange Vélodrome, Marseille                                            |                                                                        |
| Samedi 17 octobre 2020 21:00 | Florian Thauvin 5e · Jordan Amavi 54e · Pablo 64e (csc) | (1-0) | 83e Josh Maja         | Spectateurs : Huis-clos Diffuseur : Canal+ Arbitrage : Frank Schneider | Spectateurs : Huis-clos Diffuseur : Canal+ Arbitrage : Frank Schneider |
| Samedi 17 octobre 2020 21:00 |                                                         |       |                       | Spectateurs : Huis-clos Diffuseur : Canal+ Arbitrage : Frank Schneider | Spectateurs : Huis-clos Diffuseur : Canal+ Arbitrage : Frank Schneider |

| 8e journée                     | Girondins de Bordeaux                    | 2 - 0 | Nîmes Olympique | Matmut Atlantique, Bordeaux                                                |                                                                            |
| Dimanche 25 octobre 2020 15:00 | Jimmy Briand 80e (pen.) · Rémi Oudin 82e | (0-0) |                 | Spectateurs : Huis-clos Diffuseur : Téléfoot 1 Arbitrage : Bastien Dechepy | Spectateurs : Huis-clos Diffuseur : Téléfoot 1 Arbitrage : Bastien Dechepy |
| Dimanche 25 octobre 2020 15:00 |                                          |       |                 | Spectateurs : Huis-clos Diffuseur : Téléfoot 1 Arbitrage : Bastien Dechepy | Spectateurs : Huis-clos Diffuseur : Téléfoot 1 Arbitrage : Bastien Dechepy |

| 9e journée                       | AS Monaco                                                                 | 4 - 0   | Girondins de Bordeaux | Stade Louis-II, Monaco                                              |                                                                     |
| Dimanche 1er novembre 2020 17:00 | Wissam Ben Yedder 28e (pen.) · Gelson Martins 30e · Kevin Volland 31e 58e | (3 - 0) |                       | Spectateurs : Huis-clos Diffuseur : Canal+ Arbitrage : Ruddy Buquet | Spectateurs : Huis-clos Diffuseur : Canal+ Arbitrage : Ruddy Buquet |
| Dimanche 1er novembre 2020 17:00 |                                                                           |         |                       | Spectateurs : Huis-clos Diffuseur : Canal+ Arbitrage : Ruddy Buquet | Spectateurs : Huis-clos Diffuseur : Canal+ Arbitrage : Ruddy Buquet |

| 10e journée                  | Girondins de Bordeaux | 0 - 2   | Montpellier HSC                      | Matmut Atlantique, Bordeaux                                             |                                                                         |
| Samedi 7 novembre 2020 17:00 |                       | (0 - 0) | 49e Florent Mollet · 66e Andy Delort | Spectateurs : Huis-clos Diffuseur : Téléfoot Arbitrage : Antony Gautier | Spectateurs : Huis-clos Diffuseur : Téléfoot Arbitrage : Antony Gautier |
| Samedi 7 novembre 2020 17:00 |                       |         |                                      | Spectateurs : Huis-clos Diffuseur : Téléfoot Arbitrage : Antony Gautier | Spectateurs : Huis-clos Diffuseur : Téléfoot Arbitrage : Antony Gautier |

| 11e journée                     | Stade rennais | 0 - 1   | Girondins de Bordeaux | Roazhon Park, Rennes                                                |                                                                     |
| Vendredi 20 novembre 2020 19:00 |               | (0 - 1) | 37e Hatem Ben Arfa    | Spectateurs : Huis-clos Diffuseur : Téléfoot Arbitrage : Karim Abed | Spectateurs : Huis-clos Diffuseur : Téléfoot Arbitrage : Karim Abed |
| Vendredi 20 novembre 2020 19:00 |               |         |                       | Spectateurs : Huis-clos Diffuseur : Téléfoot Arbitrage : Karim Abed | Spectateurs : Huis-clos Diffuseur : Téléfoot Arbitrage : Karim Abed |

| 12e journée                   | Paris SG                               | 2 - 2   | Girondins de Bordeaux                        | Parc des Princes, Paris                                                |                                                                        |
| Samedi 28 novembre 2020 21:00 | Neymar Jr. 27e (pen.) · Moise Kean 28e | (2 - 1) | 10e (csc) Timothée Pembele · 60e Yacine Adli | Spectateurs : Huis-clos Diffuseur : Canal+ Arbitrage : Jérémie Pignard | Spectateurs : Huis-clos Diffuseur : Canal+ Arbitrage : Jérémie Pignard |
| Samedi 28 novembre 2020 21:00 |                                        |         |                                              | Spectateurs : Huis-clos Diffuseur : Canal+ Arbitrage : Jérémie Pignard | Spectateurs : Huis-clos Diffuseur : Canal+ Arbitrage : Jérémie Pignard |

| 13e journée                    | Girondins de Bordeaux | 1 - 0   | Stade brestois | Matmut Atlantique, Bordeaux                                                |                                                                            |
| Dimanche 6 décembre 2020 15:00 | 84e Hatem Ben Arfa    | (0 - 0) |                | Spectateurs : Huis-clos Diffuseur : Téléfoot 2 Arbitrage : Frank Schneider | Spectateurs : Huis-clos Diffuseur : Téléfoot 2 Arbitrage : Frank Schneider |
| Dimanche 6 décembre 2020 15:00 |                       |         |                | Spectateurs : Huis-clos Diffuseur : Téléfoot 2 Arbitrage : Frank Schneider | Spectateurs : Huis-clos Diffuseur : Téléfoot 2 Arbitrage : Frank Schneider |

| 14e journée                     | Lille OSC             | 2 - 1   | Girondins de Bordeaux | Stade Pierre-Mauroy, Villeneuve-d'Ascq                                           |                                                                                  |
| Dimanche 13 décembre 2020 17:00 | Bamba 17e · Fonte 45e | (2 - 1) | 29e Toma Bašić        | Spectateurs : Huis-clos Diffuseur : Canal+, Téléfoot Arbitrage : Éric Wattellier | Spectateurs : Huis-clos Diffuseur : Canal+, Téléfoot Arbitrage : Éric Wattellier |
| Dimanche 13 décembre 2020 17:00 |                       |         |                       | Spectateurs : Huis-clos Diffuseur : Canal+, Téléfoot Arbitrage : Éric Wattellier | Spectateurs : Huis-clos Diffuseur : Canal+, Téléfoot Arbitrage : Éric Wattellier |

| 15e journée                     | Girondins de Bordeaux | 1 - 2   | AS Saint-Étienne                   | Matmut Atlantique, Bordeaux                                                   |                                                                               |
| Mercredi 16 décembre 2020 20:00 | Hwang Ui-jo 24e       | (1 - 1) | 15e Arnaud Nordin · 75e Yvan Neyou | Spectateurs : Huis-clos Diffuseur : Téléfoot 3 Arbitrage : Stéphanie Frappart | Spectateurs : Huis-clos Diffuseur : Téléfoot 3 Arbitrage : Stéphanie Frappart |
| Mercredi 16 décembre 2020 20:00 |                       |         |                                    | Spectateurs : Huis-clos Diffuseur : Téléfoot 3 Arbitrage : Stéphanie Frappart | Spectateurs : Huis-clos Diffuseur : Téléfoot 3 Arbitrage : Stéphanie Frappart |

| 16e journée                     | RC Strasbourg | 0 - 2   | Girondins de Bordeaux  | Stade de la Meinau , Strasbourg                                           |                                                                           |
| Dimanche 20 décembre 2020 15:00 |               | (0 - 1) | 38e Pablo · 66e Otávio | Spectateurs : Huis-clos Diffuseur : Téléfoot 4 Arbitrage : Benoît Bastien | Spectateurs : Huis-clos Diffuseur : Téléfoot 4 Arbitrage : Benoît Bastien |
| Dimanche 20 décembre 2020 15:00 |               |         |                        | Spectateurs : Huis-clos Diffuseur : Téléfoot 4 Arbitrage : Benoît Bastien | Spectateurs : Huis-clos Diffuseur : Téléfoot 4 Arbitrage : Benoît Bastien |

| 17e journée                     | Girondins de Bordeaux | 1 - 3   | Stade de Reims                                                | Matmut Atlantique, Bordeaux                                               |                                                                           |
| Mercredi 23 décembre 2020 19:00 | Hwang Ui-jo 73e       | (0 - 2) | 15e Yunis Abdelhamid · 18e Boulaye Dia · 88e Marshall Munetsi | Spectateurs : Huis-clos Diffuseur : Téléfoot 7 Arbitrage : Jérôme Brisard | Spectateurs : Huis-clos Diffuseur : Téléfoot 7 Arbitrage : Jérôme Brisard |
| Mercredi 23 décembre 2020 19:00 |                       |         |                                                               | Spectateurs : Huis-clos Diffuseur : Téléfoot 7 Arbitrage : Jérôme Brisard | Spectateurs : Huis-clos Diffuseur : Téléfoot 7 Arbitrage : Jérôme Brisard |

| 18e journée                   | FC Metz | 0 - 0   | Girondins de Bordeaux | Stade Saint-Symphorien, Metz                                              |                                                                           |
| Mercredi 6 janvier 2021 21:00 |         | (0 - 0) |                       | Spectateurs : Huis-clos Diffuseur : Téléfoot 6 Arbitrage : Antony Gautier | Spectateurs : Huis-clos Diffuseur : Téléfoot 6 Arbitrage : Antony Gautier |
| Mercredi 6 janvier 2021 21:00 |         |         |                       | Spectateurs : Huis-clos Diffuseur : Téléfoot 6 Arbitrage : Antony Gautier | Spectateurs : Huis-clos Diffuseur : Téléfoot 6 Arbitrage : Antony Gautier |

| 19e journée                 | Girondins de Bordeaux | 2 - 1   | FC Lorient      | Matmut Atlantique, Bordeaux                                              |                                                                          |
| Samedi 9 janvier 2021 21:00 | Rémi Oudin 13e 43e    | (2 - 1) | 23e Terem Moffi | Spectateurs : Huis-clos Diffuseur : Téléfoot 5 Arbitrage : Willy Delajod | Spectateurs : Huis-clos Diffuseur : Téléfoot 5 Arbitrage : Willy Delajod |
| Samedi 9 janvier 2021 21:00 |                       |         |                 | Spectateurs : Huis-clos Diffuseur : Téléfoot 5 Arbitrage : Willy Delajod | Spectateurs : Huis-clos Diffuseur : Téléfoot 5 Arbitrage : Willy Delajod |

| 20e journée                    | OGC Nice | 0 - 3   | Girondins de Bordeaux                              | Allianz Riviera, Nice                                                     |                                                                           |
| Dimanche 17 janvier 2021 15:00 |          | (0 - 0) | 50e Hwang Ui-jo · 75e Paul Baysse · 87e Toma Bašić | Spectateurs : Huis-clos Diffuseur : Téléfoot 2 Arbitrage : Thomas Léonard | Spectateurs : Huis-clos Diffuseur : Téléfoot 2 Arbitrage : Thomas Léonard |
| Dimanche 17 janvier 2021 15:00 |          |         |                                                    | Spectateurs : Huis-clos Diffuseur : Téléfoot 2 Arbitrage : Thomas Léonard | Spectateurs : Huis-clos Diffuseur : Téléfoot 2 Arbitrage : Thomas Léonard |

| 21e journée                    | Girondins de Bordeaux | 2 - 1   | Angers SCO         | Matmut Atlantique, Bordeaux                                            |                                                                        |
| Dimanche 24 janvier 2021 13:00 | Hwang Ui-jo 8e 11e    | (2 - 1) | 39e Angelo Fulgini | Spectateurs : Huis-clos Diffuseur : Téléfoot Arbitrage : Florent Batta | Spectateurs : Huis-clos Diffuseur : Téléfoot Arbitrage : Florent Batta |
| Dimanche 24 janvier 2021 13:00 |                       |         |                    | Spectateurs : Huis-clos Diffuseur : Téléfoot Arbitrage : Florent Batta | Spectateurs : Huis-clos Diffuseur : Téléfoot Arbitrage : Florent Batta |

| 22e journée                    | Olympique Lyonnais                      | 2 - 1   | Girondins de Bordeaux | Groupama Stadium, Lyon                                                  |                                                                         |
| Vendredi 29 janvier 2021 21:00 | Karl Toko-Ekambi 32e · Léo Dubois 90+2e | (1 - 0) | 55e Kalu              | Spectateurs : Huis-clos Diffuseur : Téléfoot Arbitrage : Clément Turpin | Spectateurs : Huis-clos Diffuseur : Téléfoot Arbitrage : Clément Turpin |
| Vendredi 29 janvier 2021 21:00 |                                         |         |                       | Spectateurs : Huis-clos Diffuseur : Téléfoot Arbitrage : Clément Turpin | Spectateurs : Huis-clos Diffuseur : Téléfoot Arbitrage : Clément Turpin |

| 23e journée                   | Girondins de Bordeaux | 0 - 3 | Lille OSC                                                | Matmut Atlantique, Bordeaux                                              |                                                                          |
| Mercredi 3 février 2021 19:00 |                       | (0-0) | 54e Yusuf Yazici · 66e Timothy Weah · 89e Jonathan David | Spectateurs : Huis-clos Diffuseur : Téléfoot 4 Arbitrage : Mikaël Lesage | Spectateurs : Huis-clos Diffuseur : Téléfoot 4 Arbitrage : Mikaël Lesage |
| Mercredi 3 février 2021 19:00 |                       |       |                                                          | Spectateurs : Huis-clos Diffuseur : Téléfoot 4 Arbitrage : Mikaël Lesage | Spectateurs : Huis-clos Diffuseur : Téléfoot 4 Arbitrage : Mikaël Lesage |

| 24e journée                   | Stade brestois                       | 2 - 1   | Girondins de Bordeaux | Stade Francis-Le Blé, Brest                                              |                                                                          |
| Dimanche 7 février 2021 13:00 | Steve Mounié 80e · Romain Faivre 85e | (0 - 0) | 56e Hwang Ui-jo       | Spectateurs : Huis-clos Diffuseur : Téléfoot Arbitrage : Éric Wattellier | Spectateurs : Huis-clos Diffuseur : Téléfoot Arbitrage : Éric Wattellier |
| Dimanche 7 février 2021 13:00 |                                      |         |                       | Spectateurs : Huis-clos Diffuseur : Téléfoot Arbitrage : Éric Wattellier | Spectateurs : Huis-clos Diffuseur : Téléfoot Arbitrage : Éric Wattellier |

| 25e journée                    | Girondins de Bordeaux | 0 - 0   | Olympique de Marseille                     | Matmut Atlantique, Bordeaux                                           |                                                                       |
| Dimanche 14 février 2021 21:00 |                       | (0 - 0) | 55e Leonardo Balerdi · 59e Darío Benedetto | Spectateurs : Huis-clos Diffuseur : Canal+ Arbitrage : Jérôme Brisard | Spectateurs : Huis-clos Diffuseur : Canal+ Arbitrage : Jérôme Brisard |
| Dimanche 14 février 2021 21:00 |                       |         |                                            | Spectateurs : Huis-clos Diffuseur : Canal+ Arbitrage : Jérôme Brisard | Spectateurs : Huis-clos Diffuseur : Canal+ Arbitrage : Jérôme Brisard |

| 26e journée                    | Nîmes Olympique                       | 2 - 0   | Girondins de Bordeaux | Stade des Costières, Nîmes                                                |                                                                           |
| Dimanche 21 février 2021 15:00 | Birger Meling 14e · Renaud Ripart 71e | (1 - 0) | 69e Loris Benito      | Spectateurs : Huis-clos Diffuseur : Multisports Arbitrage : Willy Delajod | Spectateurs : Huis-clos Diffuseur : Multisports Arbitrage : Willy Delajod |
| Dimanche 21 février 2021 15:00 |                                       |         |                       | Spectateurs : Huis-clos Diffuseur : Multisports Arbitrage : Willy Delajod | Spectateurs : Huis-clos Diffuseur : Multisports Arbitrage : Willy Delajod |

| 27e journée                    | Girondins de Bordeaux | 1 - 2   | FC Metz                              | Matmut Atlantique, Bordeaux                                                 |                                                                             |
| Dimanche 28 février 2021 13:00 | Samuel Kalu 14e       | (1 - 0) | 72e Thomas Delaine · 90e Vagner Dias | Spectateurs : Huis-clos Diffuseur : Canal+ Sport Arbitrage : Aurélien Petit | Spectateurs : Huis-clos Diffuseur : Canal+ Sport Arbitrage : Aurélien Petit |
| Dimanche 28 février 2021 13:00 |                       |         |                                      | Spectateurs : Huis-clos Diffuseur : Canal+ Sport Arbitrage : Aurélien Petit | Spectateurs : Huis-clos Diffuseur : Canal+ Sport Arbitrage : Aurélien Petit |

| 28e journée                | Girondins de Bordeaux | 0 - 1   | Paris SG          | Matmut Atlantique, Bordeaux                                            |                                                                        |
| Mercredi 3 mars 2021 21:00 |                       | (0 - 1) | 20e Pablo Sarabia | Spectateurs : Huis-clos Diffuseur : Canal+ Arbitrage : Frank Schneider | Spectateurs : Huis-clos Diffuseur : Canal+ Arbitrage : Frank Schneider |
| Mercredi 3 mars 2021 21:00 |                       |         |                   | Spectateurs : Huis-clos Diffuseur : Canal+ Arbitrage : Frank Schneider | Spectateurs : Huis-clos Diffuseur : Canal+ Arbitrage : Frank Schneider |

| 29e journée                 | Dijon FCO         | 1 - 3   | Girondins de Bordeaux                         | Stade Gaston-Gérard, Dijon                                                 |                                                                            |
| Dimanche 14 mars 2021 15:00 | Moussa Konaté 90e | (0 - 2) | 33e 45e Hwang Ui-jo · 50e Nicolas de Préville | Spectateurs : Huis-clos Diffuseur : Multisports Arbitrage : Thomas Léonard | Spectateurs : Huis-clos Diffuseur : Multisports Arbitrage : Thomas Léonard |
| Dimanche 14 mars 2021 15:00 |                   |         |                                               | Spectateurs : Huis-clos Diffuseur : Multisports Arbitrage : Thomas Léonard | Spectateurs : Huis-clos Diffuseur : Multisports Arbitrage : Thomas Léonard |

| 30e journée                 | Montpellier HSC                                              | 3 - 1   | Girondins de Bordeaux | Stade de la Mosson, Montpellier                                               |                                                                               |
| Dimanche 21 mars 2021 15:00 | Junior Sambia 35e · Gaëtan Laborde 58e · Stephy Mavididi 69e | (1 - 1) | 28e Hwang Ui-jo       | Spectateurs : Huis-clos Diffuseur : Multisports Arbitrage : Hakim Ben El Hadj | Spectateurs : Huis-clos Diffuseur : Multisports Arbitrage : Hakim Ben El Hadj |
| Dimanche 21 mars 2021 15:00 |                                                              |         |                       | Spectateurs : Huis-clos Diffuseur : Multisports Arbitrage : Hakim Ben El Hadj | Spectateurs : Huis-clos Diffuseur : Multisports Arbitrage : Hakim Ben El Hadj |

| 31e journée                 | Girondins de Bordeaux               | 2 - 3   | RC Strasbourg                                                  | Matmut Atlantique, Bordeaux                                                |                                                                            |
| Dimanche 4 avril 2021 15:00 | Paul Baysse 36e · Hwang Ui-jo 45+2e | (2 - 3) | 6e Lamine Koné · 21e Habib Diallo · 30e (pen.) Ludovic Ajorque | Spectateurs : Huis-clos Diffuseur : Multisports Arbitrage : Jérôme Brisard | Spectateurs : Huis-clos Diffuseur : Multisports Arbitrage : Jérôme Brisard |
| Dimanche 4 avril 2021 15:00 |                                     |         |                                                                | Spectateurs : Huis-clos Diffuseur : Multisports Arbitrage : Jérôme Brisard | Spectateurs : Huis-clos Diffuseur : Multisports Arbitrage : Jérôme Brisard |

| 32e journée                  | AS Saint-Étienne                                             | 4 - 1   | Girondins de Bordeaux | Stade Geoffroy-Guichard, Saint-Étienne                                      |                                                                             |
| Dimanche 11 avril 2021 15:00 | Wahbi Khazri 19e (pen.) 23e 72e (pen.) · Zaydou Youssouf 81e | (2 - 1) | 9e (pen.) Hwang Ui-jo | Spectateurs : Huis-clos Diffuseur : Multisports Arbitrage : Frank Schneider | Spectateurs : Huis-clos Diffuseur : Multisports Arbitrage : Frank Schneider |
| Dimanche 11 avril 2021 15:00 |                                                              |         |                       | Spectateurs : Huis-clos Diffuseur : Multisports Arbitrage : Frank Schneider | Spectateurs : Huis-clos Diffuseur : Multisports Arbitrage : Frank Schneider |

| 33e journée                  | Girondins de Bordeaux | 0 - 3   | AS Monaco                                                   | Matmut Atlantique, Bordeaux                                                    |                                                                                |
| Dimanche 18 avril 2021 17:05 | Tom Lacoux 78e        | (0 - 1) | 29e Kevin Volland · 47e Gelson Martins · 90e Stevan Jovetic | Spectateurs : Huis-clos Diffuseur : Canal+ Sport Arbitrage : François Letexier | Spectateurs : Huis-clos Diffuseur : Canal+ Sport Arbitrage : François Letexier |
| Dimanche 18 avril 2021 17:05 |                       |         |                                                             | Spectateurs : Huis-clos Diffuseur : Canal+ Sport Arbitrage : François Letexier | Spectateurs : Huis-clos Diffuseur : Canal+ Sport Arbitrage : François Letexier |

| 34e journée                  | FC Lorient                                | 4 - 1   | Girondins de Bordeaux | Stade du Moustoir, Lorient                                                  |                                                                             |
| Dimanche 25 avril 2021 15:00 | Yoane Wissa 18e · Terem Moffi 20e 43e 80e | (3 - 0) | 83e Issouf Sissokho   | Spectateurs : Huis-clos Diffuseur : Multisports Arbitrage : Jérémie Pignard | Spectateurs : Huis-clos Diffuseur : Multisports Arbitrage : Jérémie Pignard |
| Dimanche 25 avril 2021 15:00 |                                           |         |                       | Spectateurs : Huis-clos Diffuseur : Multisports Arbitrage : Jérémie Pignard | Spectateurs : Huis-clos Diffuseur : Multisports Arbitrage : Jérémie Pignard |

| 35e journée               | Girondins de Bordeaux | 1 - 0   | Stade rennais    | Matmut Atlantique, Bordeaux                                                 |                                                                             |
| Dimanche 2 mai 2021 13:00 | Sékou Mara 11e        | (1 - 0) | 8e Steven Nzonzi | Spectateurs : Huis-clos Diffuseur : Canal+ Sport Arbitrage : Antony Gautier | Spectateurs : Huis-clos Diffuseur : Canal+ Sport Arbitrage : Antony Gautier |
| Dimanche 2 mai 2021 13:00 |                       |         |                  | Spectateurs : Huis-clos Diffuseur : Canal+ Sport Arbitrage : Antony Gautier | Spectateurs : Huis-clos Diffuseur : Canal+ Sport Arbitrage : Antony Gautier |

| 36e journée             | FC Nantes                                                             | 3 - 0   | Girondins de Bordeaux | La Beaujoire, Nantes                                                       |                                                                            |
| Samedi 8 mai 2021 13:00 | Kalifa Coulibaly 19e · Imran Louza 51e (pen.) · Randal Kolo Muani 70e | (1 - 0) |                       | Spectateurs : Huis-clos Diffuseur : Canal+ Sport Arbitrage : Benoît Millot | Spectateurs : Huis-clos Diffuseur : Canal+ Sport Arbitrage : Benoît Millot |
| Samedi 8 mai 2021 13:00 |                                                                       |         |                       | Spectateurs : Huis-clos Diffuseur : Canal+ Sport Arbitrage : Benoît Millot | Spectateurs : Huis-clos Diffuseur : Canal+ Sport Arbitrage : Benoît Millot |

| 37e journée                | Girondins de Bordeaux                                              | 3 - 0   | RC Lens | Matmut Atlantique, Bordeaux                                                 |                                                                             |
| Dimanche 16 mai 2021 21:00 | Hwang Ui-jo 32e (pen.) · Youssouf Sabaly 89e · Mehdi Zerkane 90+1e | (1 - 0) |         | Spectateurs : Huis-Clos Diffuseur : Multisports Arbitrage : Éric Wattellier | Spectateurs : Huis-Clos Diffuseur : Multisports Arbitrage : Éric Wattellier |
| Dimanche 16 mai 2021 21:00 |                                                                    |         |         | Spectateurs : Huis-Clos Diffuseur : Multisports Arbitrage : Éric Wattellier | Spectateurs : Huis-Clos Diffuseur : Multisports Arbitrage : Éric Wattellier |

| 38e journée                | Stade de Reims     | 1 - 2   | Girondins de Bordeaux               | Stade Auguste-Delaune, Reims                                               |                                                                            |
| Dimanche 23 mai 2021 21:00 | El Bilal Touré 15e | (1 - 1) | 44e Yacine Adli · 58e Enock Kwateng | Spectateurs : Huis-Clos Diffuseur : Multisports Arbitrage : Jérôme Brisard | Spectateurs : Huis-Clos Diffuseur : Multisports Arbitrage : Jérôme Brisard |
| Dimanche 23 mai 2021 21:00 |                    |         |                                     | Spectateurs : Huis-Clos Diffuseur : Multisports Arbitrage : Jérôme Brisard | Spectateurs : Huis-Clos Diffuseur : Multisports Arbitrage : Jérôme Brisard |

#### Classement et statistiques
| Rang | Équipe                | Pts | J  | G  | N  | P  | Bp | Bc | Diff |
| ---- | --------------------- | --- | -- | -- | -- | -- | -- | -- | ---- |
| 10   | FC Metz               | 47  | 38 | 12 | 11 | 15 | 44 | 48 | −4   |
| 11   | AS Saint-Étienne      | 46  | 38 | 12 | 10 | 16 | 42 | 54 | −12  |
| 12   | Girondins de Bordeaux | 45  | 38 | 13 | 6  | 19 | 42 | 56 | −14  |
| 13   | Angers SCO            | 44  | 38 | 12 | 8  | 18 | 40 | 58 | −18  |
| 14   | Stade de Reims        | 42  | 38 | 9  | 15 | 14 | 42 | 50 | −8   |

#### Résultats par journée
| Journée   | 01  | 02 | 03  | 04  | 05  | 06 | 07  | 08 | 09  | 10  | 11  | 12  | 13  | 14  | 15  | 16  | 17  | 18  | 19  | 20 | 21 | 22  | 23  | 24  | 25  | 26  | 27  | 28  | 29  | 30  | 31  | 32  | 33  | 34  | 35  | 36  | 37  | 38  |
| --------- | --- | -- | --- | --- | --- | -- | --- | -- | --- | --- | --- | --- | --- | --- | --- | --- | --- | --- | --- | -- | -- | --- | --- | --- | --- | --- | --- | --- | --- | --- | --- | --- | --- | --- | --- | --- | --- | --- |
| Terrain   | D   | E  | D   | E   | D   | D  | E   | D  | E   | D   | E   | E   | D   | E   | D   | E   | D   | E   | D   | E  | D  | E   | D   | E   | D   | E   | D   | D   | E   | E   | D   | E   | D   | E   | D   | E   | D   | E   |
| Résultats | N   | V  | N   | D   | N   | V  | D   | V  | D   | D   | V   | N   | V   | D   | D   | V   | D   | N   | V   | V  | V  | D   | D   | D   | N   | D   | D   | D   | V   | D   | D   | D   | D   | D   | V   | D   | V   | V   |
| Points    | 1   | 4  | 5   | 5   | 6   | 9  | 9   | 12 | 12  | 12  | 15  | 16  | 19  | 19  | 19  | 22  | 22  | 23  | 26  | 29 | 32 | 32  | 32  | 32  | 33  | 33  | 33  | 33  | 36  | 36  | 36  | 36  | 36  | 36  | 39  | 39  | 42  | 45  |
| Place     | 10e | 3e | 10e | 13e | 12e | 9e | 12e | 9e | 12e | 12e | 12e | 13e | 10e | 11e | 13e | 12e | 13e | 12e | 10e | 9e | 7e | 10e | 10e | 10e | 11e | 11e | 11e | 15e | 11e | 13e | 14e | 15e | 16e | 16e | 15e | 15e | 14e | 12e |

Source : lfp.fr (Ligue de football professionnel)
Terrain : D = Domicile ; E = Extérieur. Résultat : D = Défaite ; N = Nul ; V = Victoire.

### Coupe de France
La Coupe de France 2020-2021 est la 104e édition de la coupe de France, une compétition à élimination directe mettant aux prises tous les clubs de football amateurs et professionnels à travers la France métropolitaine et les DOM-TOM. Elle est organisée par la FFF et ses ligues régionales.
| 32e de finale         | Girondins de Bordeaux | 0 - 2   | Toulouse FC                                | Matmut Atlantique, Bordeaux                                                                     |                                                                                                 |
| 10 février 2021 14h45 |                       | (0 - 1) | Vakoun Issouf Bayo 39e · Janis Antiste 56e | Spectateurs : Huis-Clos Diffuseur : Eurosport 2, France 3 Régions Arbitrage : Hakim Ben El Hadj | Spectateurs : Huis-Clos Diffuseur : Eurosport 2, France 3 Régions Arbitrage : Hakim Ben El Hadj |

## Statistiques

### Statistiques collectives
| Compétition     | Débute au tour | Termine | Matches joués | Gagnés | Nuls | Perdus | Buts pour | Buts contre | Différence |
| --------------- | -------------- | ------- | ------------- | ------ | ---- | ------ | --------- | ----------- | ---------- |
| Ligue 1         | -              | -       | 16            | 6      | 4    | 6      | 17        | 17          | 0          |
| Coupe de France | 1/32 de finale | -       | -             | -      | -    | -      | -         | -           | -          |
| Total           | -              | -       | 16            | 6      | 4    | 6      | 17        | 17          | 0          |

|                | 1re - 15e | 16e - 30e | 31e - 45e | Temps additionnel | 46e - 60e | 61e - 75e | 76e - 90e | Temps additionnel | Prolongations | Total |
| -------------- | --------- | --------- | --------- | ----------------- | --------- | --------- | --------- | ----------------- | ------------- | ----- |
| Buts marqués   | 2         | 5         | 2         | 0                 | 1         | 1         | 5         | 1                 | 0             | 17    |
| Buts encaissés | 2         | 5         | 2         | 0                 | 5         | 3         | 0         | 0                 | 0             | 17    |

#### Statistiques buteurs
| Place | Nom                 | Ligue 1 | Coupe de France | TOTAL des BUTS |
| 1     | Hwang Ui-jo         | 12 buts | -               | 12             |
| 2     | Rémi Oudin          | 4 buts  | -               | 4              |
| 2     | Toma Bašić          | 4 buts  | -               | 4              |
| 2     | Samuel Kalu         | 4 buts  | -               | 4              |
| 5     | Hatem Ben Arfa      | 2 buts  | -               | 2              |
| 5     | Yacine Adli         | 2 buts  | -               | 2              |
| 5     | Paul Baysse         | 2 buts  | -               | 2              |
| 5     | Josh Maja           | 2 buts  | -               | 2              |
| 9     | Jimmy Briand        | 1 but   | -               | 1              |
| 9     | Enock Kwateng       | 1 but   | -               | 1              |
| 9     | Youssouf Sabaly     | 1 but   | -               | 1              |
| 9     | Mehdi Zerkane       | 1 but   | -               | 1              |
| 9     | Sékou Mara          | 1 but   | -               | 1              |
| 9     | Issouf Sissokho     | 1 but   | -               | 1              |
| 9     | Otávio              | 1 but   | -               | 1              |
| 9     | Nicolas de Préville | 1 but   | -               | 1              |
| 9     | Pablo               | 1 but   | -               | 1              |
| 9     | CSC                 | 1 but   | -               | 1              |
| Total | 17 joueurs          | 42 buts | -               | 42             |

En rouge les joueurs n'évoluant plus au club.

#### Statistiques passeurs
| Place | Nom                 | Ligue 1   | Coupe de France | TOTAL des PASSES |
| 1     | Yacine Adli         | 5 passes  | -               | 5                |
| 2     | Hatem Ben Arfa      | 4 passes  | -               | 4                |
| 2     | Rémi Oudin          | 4 passes  | -               | 4                |
| 4     | Hwang Ui-jo         | 3 passes  | -               | 3                |
| 5     | Jimmy Briand        | 2 passes  | -               | 2                |
| 5     | Youssouf Sabaly     | 2 passes  | -               | 2                |
| 5     | Nicolas de Préville | 2 passes  | -               | 2                |
| 5     | Laurent Koscielny   | 2 passes  | -               | 2                |
| 5     | Paul Baysse         | 2 passes  | -               | 2                |
| 5     | Sékou Mara          | 2 passes  | -               | 2                |
| 11    | Mehdi Zerkane       | 1 passe   | -               | 1                |
| 11    | Amadou Traoré       | 1 passe   | -               | 1                |
| 11    | Samuel Kalu         | 1 passe   | -               | 1                |
| 11    | Toma Bašić          | 1 passe   | -               | 1                |
| Total | 14 joueurs          | 32 passes | -               | 32               |

En rouge les joueurs n'évoluant plus au club.

#### Statistiques cumulées
| Place | Nom                 | Buts    | Passes    | Total |
| 1     | Hwang Ui-jo         | 12 buts | 3 passes  | 15    |
| 2     | Rémi Oudin          | 4 buts  | 4 passes  | 8     |
| 3     | Yacine Adli         | 2 buts  | 5 passes  | 7     |
| 4     | Hatem Ben Arfa      | 2 buts  | 4 passes  | 6     |
| 5     | Samuel Kalu         | 4 buts  | 1 passe   | 5     |
| 5     | Toma Bašić          | 4 buts  | 1 passe   | 5     |
| 7     | Paul Baysse         | 2 buts  | 2 passes  | 4     |
| 8     | Jimmy Briand        | 1 but   | 2 passes  | 3     |
| 8     | Nicolas de Préville | 1 but   | 2 passes  | 3     |
| 8     | Youssouf Sabaly     | 1 but   | 2 passes  | 3     |
| 8     | Sékou Mara          | 1 but   | 2 passes  | 3     |
| 12    | Josh Maja           | 2 buts  | -         | 2     |
| 12    | Mehdi Zerkane       | 1 but   | 1 passe   | 2     |
| 12    | Laurent Koscielny   | -       | 2 passes  | 2     |
| 15    | Otávio              | 1 but   | -         | 1     |
| 15    | Enock Kwateng       | 1 but   | -         | 1     |
| 15    | Issouf Sissokho     | 1 but   | -         | 1     |
| 15    | Amadou Traoré       | -       | 1 passe   | 1     |
| 15    | Pablo               | 1 but   | -         | 1     |
| Total | 19 joueurs          | 41 buts | 32 passes | 73    |

En rouge les joueurs n'évoluant plus au club.

#### Coefficient UEFA
Ce classement permet de déterminer les têtes de séries dans les compétitions européennes, plus les clubs gagnent des matches dans ces compétitions, plus leur coefficient sera élevé. Mise à jour chaque 1er de mois.
Coefficient UEFA des Girondins de Bordeaux :
|       | juillet | août   | sept.  | oct.   | nov.   | déc.   | janv. | févr. | mars | avr. | mai | juin |
| coef. | 11.849  | 11.849 | 11.849 | 11.849 | 11.849 | 10.816 | -     | -     | -    | -    | -   | -    |
| place | 119e    | 119e   | 119e   | 119e   | 119e   | 124e   | -     | -     | -    | -    | -   | -    |

## Affluence

### Plus grosses affluences
| Rang | Match                   | Journée           | Date | Affluence |
| 1    | Girondins de Bordeaux - | Ligue 1 - journée | -    | -         |
| 2    | Girondins de Bordeaux - | Ligue 1 - journée | -    | -         |
| 3    | Girondins de Bordeaux - | Ligue 1 - journée | -    | -         |
| 4    | Girondins de Bordeaux - | Ligue 1 - journée | -    | -         |
| 5    | Girondins de Bordeaux - | Ligue 1 - journée | -    | -         |

### Plus faibles affluences
| Rang | Match                   | Journée           | Date | Affluence |
| 1    | Girondins de Bordeaux - | Ligue 1 - journée | -    | -         |
| 2    | Girondins de Bordeaux - | Ligue 1 - journée | -    | -         |
| 3    | Girondins de Bordeaux - | Ligue 1 - journée | -    | -         |

## Équipementier et sponsors
Les Girondins de Bordeaux ont pour équipementier Puma jusqu'en 2020. Ils bénéficient aussi de nombreux sponsors : le groupe SWEETCOM, le site web Winamax, la société de fabrication de portail Wisnowski , le restaurant thaïlandais Pitaya, ou encore l'enseigne de sport Intersport. Le club comprend aussi de nombreux partenaires comme le journal Sud Ouest et l'opérateur téléphonique Orange.